# N-Acetylanthranilsäure
N-Acetylanthranilsäure ist eine organische Verbindung aus der Gruppe der Anilide. Es handelt sich um ein Derivat der Anthranilsäure mit einer zusätzlichen Acetylgruppe am Stickstoffatom.

## Vorkommen
Das Bakterium Arthrobacter nicotinovorans verstoffwechselt 2-Methylchinolin unter anderen über N-Acetylanthranilsäure zu Anthranilsäure.

## Gewinnung und Darstellung
N-Acetylanthranilsäure kann durch Carbonylierung von 2-Bromacetanilid in einem Gemisch aus Wasser und Tributylamin bei 110–130 °C hergestellt werden. Die Reaktion wird mit Bis(triphenylphosphin)palladium(II)-chlorid als Katalysator in einer Atmosphäre von  Kohlenstoffmonoxid bei einem Druck von 3 bar durchgeführt.

## Eigenschaften
N-Acetylanthranilsäure zeigt beim Zerkleinern Tribolumineszenz.

## Verwendung
Das Rauschmittel Methaqualon wird aus N-Acetylanthranilsäure und o-Toluidin hergestellt.

## Rechtsstatus
N-Acetylanthranilsäure fällt unter die Kategorie 1 des Grundstoffüberwachungsgesetzes als direkter Vorläufer von Betäubungsmittel. Damit ist der Handel, Herstellung, die Ein- und Ausfuhr genehmigungs- und meldepflichtig.